# Heracli d'Edessa
Heracli d'Edessa (m. 474) va ser un general de l'exèrcit romà d'Orient del segle v. Servint a la frontera oriental, va participar d'un conflicte al costat dels lazes contra tropes sassànides i ibèriques, però va acabar sent forçat a retirar-se. El 468, va participar en la campanya contra els vàndals de Geiseric (r. 428-477) però, encara que va obtenir bons resultats contra ells, va acabar sent forçat a retrocedir quan els altres comandants imperials van ser derrotats. Posteriorment va ajudar l'emperador Lleó I, el Traci (r. 457-474) a fer caure l'oficial germànic Aspar i més tard va ser recompensat, per Zenó (r. 474–475; 476–491), amb un alt càrrec públic a la Tràcia, on es va enfrontar als gots de Teodoric Estrabó.

## Biografia

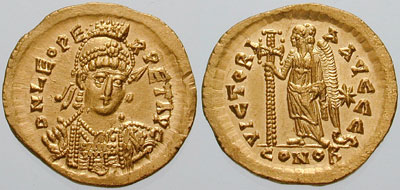
Sòlid de l'emperador Lleó I, el Traci (r. 457-474)

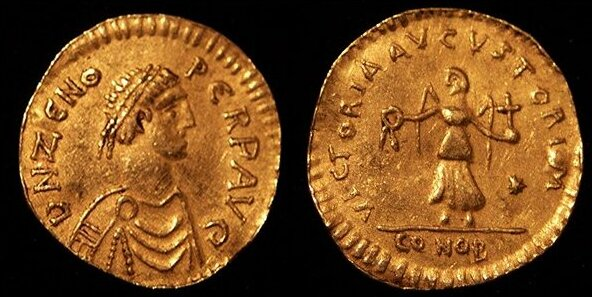
Tremís de l'emperador Zenó (r. 474–475; 476–491)

Heracli va néixer a Edessa, a Mesopotàmia, d'acord amb Teòfanes el Confessor. Joan d'Antioquia i Teòfanes l'identifiquen-ho com un fill d'un cònsol honorari anomenat Flor. Abans del 468, Heracli va ser probablement el comes dels assumptes militars (comes rei militaris) de la cort oriental. Va ser enviat amb tropes per a recolzar els lazes contra l'Imperi Sassànida i el Regne de la Ibèrica, però els seus aliats no van suplir adequadament les seves tropes, forçant-lo a retirar-se. El 468, va ser enviat des de Constantinoble cap a Egipte, on va reunir tropes per a una campanya massiva contra els vàndals a Àfrica. El pla global era un atac per tres fronts liderat pel comandant en cap Basilisc, Marcel·lí i Heracli. Basilisc, el cunyat de Lleó I, havia de desembarcar a certa distància de Cartago amb l'exèrcit principal, transportat per una armada de més de 1000 vaixells, i coordinar-se amb Heracli, que avançaria per la Tripolitana. Marcel·lí havia de capturar Sicília i Sardenya.
Acompanyat per Marsus, Heracli va desembarcar a la Tripolitana i va derrotar les forces vàndales. Va ocupar les ciutats locals i va continuar per terra cap a Cartago. Tanmateix, la resta del pla va fallar. Geiseric, rei dels vàndals, va pactar amb Basilisc una ronda de negociacions. Basilisc va acceptar, sense saber que Geiseric en la veritat estava preparant un atac sorpresa. El monarca vàndal va enviar brulots contra la flota de Basilisc destruint-ne la major part. La resta va recular. Marcel·lí va aconseguir el seu principal objectiu d'assegurar les dues illes per a l'Imperi Romà d'Occident, però va ser assassinat a Sicília, probablement per instigació del seu rival polític, Ricimer. Heracli, abandonat contra els vàndals, va tornar per a Constantinoble.
El 471, Heracli va ajudar l'emperador Lleó I a lliurar-se de l'influent mestre dels soldats d'origen bàrbar Aspar. El 474, durant el regnat de Zenó, Heracli va ser anomenat mestre dels soldats de la Tràcia (magister militum per Thracias). Exercint aquest càrrec es va enfrontar als ostrogots de Teodoric Estrabó, però va ser capturat a la Tràcia. Va ser més tard alliberat quan l'emperador va pagar un rescat. D'acord amb Malc, Zenó el va enviar cap a casa, però al llarg del camí, a Arcadiòpolis, va ser assassinat per alguns soldats per les crueltats que havia comès durant el seu mandat. Joan d'Antioquia, tanmateix, esmenta que va ser assassinat per Estrabó al Quersonès. Malc va criticar Heracli per impetuós i cruel, un home sense prudència. Teòfanes el lloa com un general enèrgic. Hi ha fragments sobrevivents d'un panegíric honrant un comandant militar anomenat Heracli, que probablement seria ell.